# Мукава

42°34′29″ пн. ш. 141°55′36″ сх. д. / 42.57472° пн. ш. 141.92667° сх. д.
Мука́ва (яп. むかわ町, むかわちょう, МФА: [mukawa t͡ɕoː]) — містечко в Японії, в повіті Юфуцу округу Ібурі префектури Хоккайдо. Станом на 1 жовтня 2008 року площа містечка становила 712,91 км². Станом на 31 березня 2017 населення містечка становило 8508 осіб.

## Персоналії
Уродженці
- Судзукі Акіра — хімік, нобелівський лауреат 2010 року.
- Табата Макі — ковзанярка, призер Зимових Олімпійських ігор 2010 року, рекордсменка світу.